# Black Diamond (Alberta)
Pour les articles homonymes, voir Black Diamond.
Black Diamond est une ville (town) de la province canadienne d'Alberta. Sa population s'élevait à 2 373 habitants en 2011.

## Démographie
| 2001  | 2006  | 2011  | 2016  |
| ----- | ----- | ----- | ----- |
| 1 866 | 1 900 | 2 373 | 2 700 |